# Wuhle-Hönow-Weg
Der Wuhle-Hönow-Weg ist ein Berliner regionaler Wanderweg der vom Wuhletal-Wanderweg bis zum U-Bahnhof Hönow führt. Er ist 3,9 Kilometer lang und ein Teil des Hönower Wegs.

## Geschichte

### Projekt
Im Jahr 1999 entstand das Projekt vom Wuhletal-Wanderweg über die Hönower Weiherkette bis zum U-Bahnhof Hönow. Der Wanderweg wurde von 2000 bis 2005 in acht Bauabschnitten umgesetzt. Die neuen Teilbereiche auf den Grundstücken von Wohnungsunternehmen wurden in den neuen Wuhle-Hönow-Weg integriert. Die S.T.E.R.N. Gesellschaft der behutsamen Stadterneuerung war Projektsteuerer und Maßnahmeträger, Bauherr war der Bezirk Marzahn-Hellersdorf. Das Projekt am Rande und die Grün- und Wegverbindung wurden zu 80 Prozent durch das Land Berlin im Rahmen stadtweiter Maßnahmen in Gebieten mit besonderem Entwicklungsbedarf sowie im Rahmen der wohnumfeldverbessernder Maßnahmen in Großsiedlungen mit besonderem Entwicklungsbedarf – Großsiedlungen Ost und VVSozStadt 2002 gefördert. Die Gesamtbaukosten betrugen 2,9 Mio. Euro. 20 Prozent der Leistungen entstanden im Rahmen beschäftigungswirksamer Maßnahmen und Qualifizierungsmaßnahmen.
Der Weg hat eine Breite zwischen 2,40 Meter und 3,20 Meter, so dass er von Fußgängern und Fahrradfahrern zusammen genutzt werden kann. Die Verwendung heller Weißgranitplatten, die von einem dunklen Band aus Basaltpflaster gesäumt werden, macht ihn gut erkennbar. An einer Straßenüberquerung und an markanten Knotenpunkten wurden die Wegeflächen platzartig aufgeweitet.

### Bürgerbeteiligung
Die Einwohner von Hellersdorf Nord, das der Wuhle-Hönow-Weg durchquert, wurden ab Ende 2004 in die Planung der Grün- und Wegeverbindung mit einbezogen. Alle Anregungen und Bedenken haben die Senatsverwaltung für Stadtentwicklung, die Bezirksverwaltung Marzahn-Hellersdorf mit den Bürgern, den Naturschutzverbänden sowie mit den privaten Grundstücksbesitzern  in mehreren Veranstaltungen ausdiskutiert und in die Planung des Weges aufgenommen.
Die aktive Beteiligung aller Betroffenen führte sogar dazu, dass in einzelnen Bauabschnitten Pflanz- und Kunstaktionen stattfinden und die Schulwegplanung optimiert werden konnte.

### Wegeleitsystem
Der Wuhle-Hönow-Weg ist zur besseren Orientierung mit einem Wegeleitsystem mit eigenem Logo ausgestattet. Das Logo symbolisiert einen Wasserlauf im Westen, den Stadtraum in der Mitte und den Naturraum im Osten. Der Wegweiser wurde an 20 markanten Wegkreuzungen aufgestellt.

## Verlauf

### Wuhletal bis Havelländer Ring

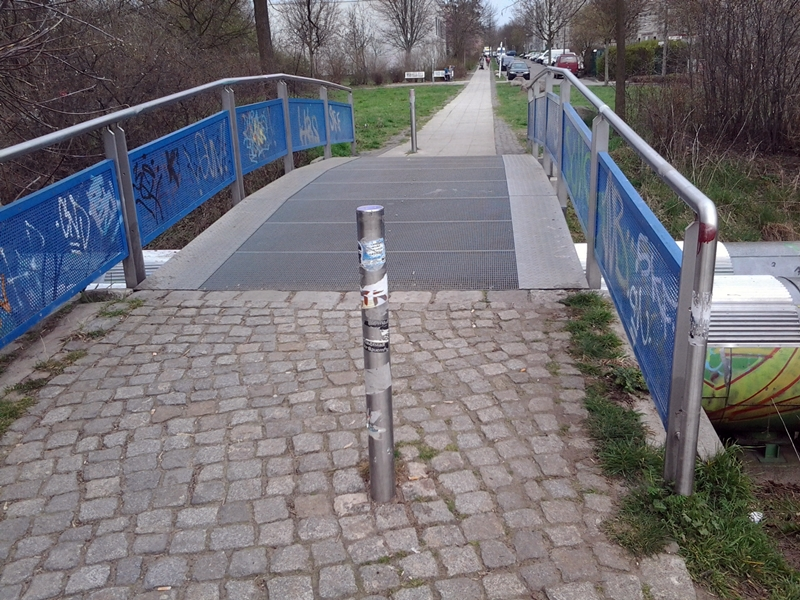
Brücke am Wuhletal-Wanderweg

Der Wuhle-Hönow-Weg beginnt am Wuhletal-Wanderweg, führt über eine Brücke und verbindet die Kyritzer Straße mit dem Wuhletalpark. Im Bereich der Kyritzer Straße verläuft der Wanderweg vom Wuhletal in Richtung Osten über die Kyritzer Straße mit den angrenzenden Schulstandorten und dem Seniorenwohnheim Haus Kyritz bis zur Alten Hellersdorfer Straße. Der Weg erstreckt sich im Bereich der Neuruppiner Straße von der Alten Hellersdorfer Straße über die Kyritzer Straße bis hin zur Neuruppiner Straße im Westen. Am Kreuzungsbereich Kyritzer-/Neuruppiner Straße erstreckt sich der Weg entlang der Neuruppiner Straße am Schulstandort der Leonardo da Vinci-Realschule und weiter nördlich entlang des Havelländer Ringes in Richtung Kastanienallee.

### Kastanienallee bis zur Hönower Weiherkette
Im weiteren Verlauf führt der Weg über die Kastanienallee in Richtung Osten über einen Wohnhof und vorbei an der Pusteblume-Grundschule zur Überquerung der Stendaler Straße.

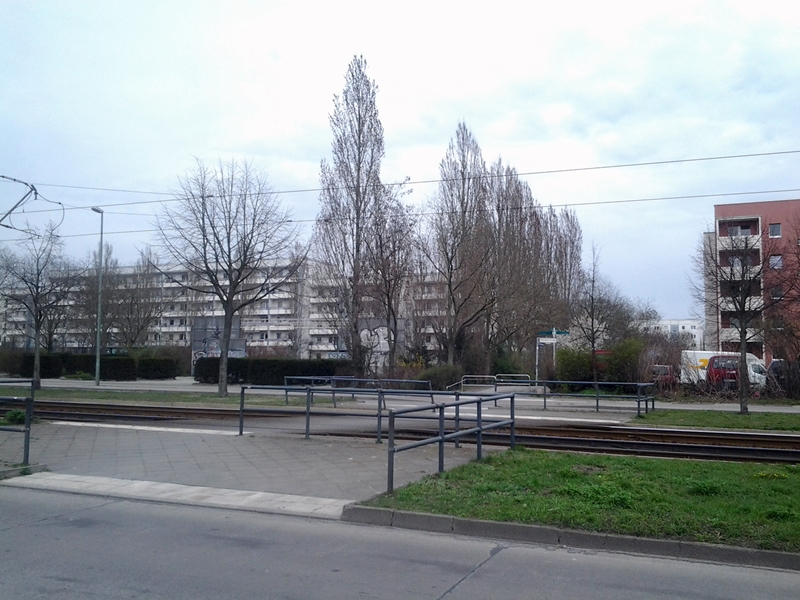
Überquerung Stendaler Straße

Der Weg geht über die vierspurige Stendaler Straße mit der Mittelinsel der geführten Straßenbahn, die in Richtung Helle Mitte fährt, überquert werden. Außerdem ist die Überquerung Teil des Schulwegs der Grundschüler der Pusteblume-Grundschule und ebenso der Einkaufsweg für die Bewohner aus dem Quartier Hellersdorfer Promenade. Von der Stendaler Straße geht es weiter in östlicher Richtung zur Querung der Tangermünder Straße bis hin zur Zerbster Straße und zum Eingang in die Hönower Weiherkette. Von der Zerbster Straße aus geht es in die Hönower Weiherkette. Außerdem kann man auch am Oschatzer Ring, an der Louis-Lewin-Straße in Richtung Osten bis hin zur Gohliser Straße in die Weiherkette hineingehen. Fünf weitere Zu- und Eingänge in den Landschaftsraum sind entstanden, dafür wurden in Abstimmung mit den Eigentümern einzelne Pkw-Stellplätze zurückgebaut.

## Projekte am Rande
Die Projekte am Rande wurden zur Aufwertung des Wuhle-Hönow-Wegs entwickelt. Dabei ging es um weitere Verbesserungen des Wohnumfelds und Aufwertung der Freiflächen von öffentlichen Einrichtungen wie Schulhöfe und städtebauliche Stadtbrachen. Das soll für die Anwohner im Stadtteil Hellersdorf Nord als Naherholungsfläche nutzbar gemacht werden. Ein Teil dieser Projekte am Rande konnte schon realisiert werden.

### Kunstprojekt Geschlossene Gesellschaft
Das Kunstprojekt Geschlossene Gesellschaft wurde am 27. Juli 2003 feierlich in der Kyritzer Straße eingeweiht. An diesem Projekt haben sich 18 Schüler und Schülerinnen vom Sartre-Gymnasium im Alter von 16 bis 18 Jahren und Senioren des Hauses Kyritz beteiligt. Dabei haben sich alle mit dem gleichnamigen Text Sartres auseinandergesetzt, haben unter der Anleitung des Künstlers Serge Petit im Rahmen des Programms Grün macht Schule einen Stein gestaltet.

### Wege zur Hönower Weiherkette
Die neuen Wege in die Hönower Weiherkette wurden im ersten Bauabschnitt realisiert und umgesetzt, sie sind weitestgehend behindertengerecht umgestaltet worden. In Abstimmung mit der Naturschutzbehörde wurden die Wege westlich des Beerenpfuhls bis zur Stendaler Straße/Landsberger Chaussee weitergeführt. Die abzweigenden Wege im Wohngebiet wurden an den Hauptweg angeschlossen.

### Wegeverbindung Zerbster Straße/Oschatzer Ring
Zwischen der Zerbster Straße und dem Oschatzer Ring gab es eine sehr große landschaftliche Brache, die sich von der Hönower Weiherkette bis hin zur Quedlinburger Straße erstreckte. Ein Teil des Geländes gehört zur geplanten Parktrilogie in Hellersdorf. Mit der Zeit hatten die Anwohner unebene Trampelpfade gebildet. Sie wünschten sich eine direkte, befestigte, sichere und beleuchtete Wegeverbindung zwischen Zerbster Straße und Oschatzer Ring. Aus den ehemaligen Trampelpfaden entstand ein drei Meter breiter Fuß- und Radweg mit Straßenbeleuchtung. Ein so gebildetes Wegedreieck, das im Westen an die Zerbster Straße, im Nordwesten an einen bereits vorhandenen östlich gelegenen Spielplatz und an den Oschatzer Ring anbindet. Der gestaltete Weg im Norden führt in die Hönower Weiherkette.
Im Herbst 2000 haben Anwohner und Schüler der nahe gelegenen Grundschule am Weiher unter fachlicher Anleitung Sträucher wie Hainbuche, Weißdorn und Hartriegel sowie 35 Bäume am Eingangsbereich Oschatzer Ring gepflanzt.

### Wege zum U-Bahnhof Hönow
Auch die im östlichen Bereich der Weiherkette vorhandenen Wege waren zuvor – vor allem nach Regenfällen – für Rollstuhlfahrer, alte Menschen und Eltern mit Kinderwagen kaum zu benutzen. Sie wurden behindertenfreundlich umgestaltet. In Abstimmung mit den Naturschützern entstand zur Erhaltung wertvoller Naturräume eine pflegeintensive Wegetrasse zum U-Bahnhof Hönow. Die vorherigen vielen Trampelpfade sollen endgültig zuwachsen und zu Vegetationsflächen werden. Über der Gewässerrinne in der Weiherkette war der Bau einer Brücke notwendig, denn der westliche Rand des Wuhle-Hönow-Wegs soll die Erschließung des Wuhletals wieder ermöglichen.